# Gladstone (Missouri)
Pour les articles homonymes, voir Gladstone.
Gladstone est une ville du Missouri, dans le comté de Clay.